# Staroleuixkovskaia
Staroleuixkovskaia - Старолеушковская (rus) - és una stanitsa del krai de Krasnodar, a Rússia. Es troba a les terres baixes de Kuban-Azov, a la vora del riu Txelbas, a 17 km al sud de Pàvlovskaia i a 119 km al nord-est de Krasnodar, la capital.
Pertany a aquest municipi l'stanitsa d'Ukraïnskaia.

## Història
La vila fou fundada el 1794 com un dels primers quaranta assentaments dels cosacs de la Mar Negra al Kuban. A finals del segle xix tenia 3.869 habitants, una església, una escola i diversos establiments comercials i industrials. Fins al 1920 pertanyé a l'otdel de Ieisk de la província del Kuban.